# Luật trả lương ngang bằng năm 1963
Luật trả lương ngang bằng năm 1963 là một luật lao động của Hoa Kỳ sửa đổi Đạo luật Tiêu chuẩn Lao động Công bằng, nhằm xoá bỏ sự chênh lệch lương dựa trên giới tính. Nó đã được John F. Kennedy ký và trở thành luật vào ngày 10 tháng 6 năm 1963 như là một phần của chương trình New Frontier. Trong quá trình thông qua luật này, Quốc hội Hoa Kỳ tuyên bố rằng phân biệt đối xử theo giới tính đã:
- Làm giảm lương và mức sống cho người lao động dưới mức cần thiết để duy trì sức khỏe và hiệu quả của họ;
- Ngăn ngừa việc sử dụng tối đa nguồn lực lao động hiện có;
- Có xu hướng gây tranh chấp lao động, do đó tạo gánh nặng cho, ảnh hưởng và cản trở thương mại;
- Tạo gánh nặng cho thương mại và cản trở dòng chảy tự do hàng hoá trong thương mại; và
- Tạo thành một phương pháp cạnh tranh không lành mạnh.